# Giuseppe Trossi
Giuseppe Trossi (La Loggia, 18 dicembre 1889 – Torino, 6 dicembre 1960) è stato un presbitero e militare italiano.

## Biografia
Giuseppe Trossi nacque a La Loggia il 18 dicembre 1889, figlio di Domenico Trossi e di Valentina Cesano. Decisissimo sin dalla giovane età ad intraprendere la carriera ecclesiastica, nel 1906 ottenne l'abito di chierico ed iniziò a frequentare il seminario di Chieri e poi quello di San Gaetano a Torino da dove uscì laureato in teologia il 15 maggio 1913.
Il 12 ottobre 1913 venne ordinato sacerdote nella cattedrale di Torino per mano del cardinale Agostino Richelmy e venne destinato alla chiesa parrocchiale di Mirafiori dove però rimase sino allo scoppio della Prima Guerra Mondiale. In quel frangente, infatti, venne richiamato alle armi quale tenente cappellano del locale reggimento di alpini rimanendo ferito durante i primi scontri del 1915. Internato come prigioniero degli austriaci nel campo di prigionia di Mauthausen, venne liberato nel 1917 e rimpatriò nel 1918.
In virtù del valore riconosciutogli nell'assistenza durante il primo conflitto mondiale, venne nominato cappellano capo (grado corrispondente a quello di capitano) nella Marina Militare e dal 1926 divenne ispettore generale dei cappellani della marina. Pio XI lo nominò Cameriere Segreto di Sua Santità il 4 aprile 1930 e dal 1946 fu vicario generale militare dell'arcivescovo di Torino. Nominato protonotario apostolico da Pio XII, dal 1955 divenne direttore del collegio dei cappellani di Torino morendo in città nel 1960.